# Álex Calatrava Torrado
Álex Calatrava Torrado (Barcelona, 22 de junio de 2000) es un futbolista español que juega como centrocampista, actualmente milita en el Club Deportivo Castellón de la Segunda división de fútbol de España. 

## Carrera deportiva
Álex se unió a la cantera de la UA Horta donde se formó hasta 2018, cuando firmó en categoría juvenil por el CE Europa donde jugó durante la temporada 2018-19 en el juvenil "A" del equipo del barrio de Gràcia.
En la temporada 2019-20, forma parte del CF Parets de la Primera Catalana. 
En la temporada 2020-21, jugaría en la UE Sants de la Tercera División de España.
En julio de 2021, firma por la UE Costa Brava de la Primera RFEF, donde juega 19 partidos en los que anota dos goles duranta la primera vuelta de la competición.
El 31 de enero de 2022, firma por el Atlético de Madrid "B" de la Tercera División RFEF. El 10 de abril de 2022, lograría el ascenso a la Segunda División RFEF.
En julio de 2024 firmó con el Club Deportivo Castellón, donde juega en la actualidad.

## Clubes
| Club                        | País   | Año             |
| --------------------------- | ------ | --------------- |
| CF Parets                   | España | 2019-2020       |
| UE Sants                    | España | 2020-2021       |
| UE Costa Brava              | España | 2021-2022       |
| Club Atlético de Madrid "B" | España | 2022-2024       |
| Club Deportivo Castellón    | España | 2024-Actualidad |